# Mogielnica (gmina)
Pour les articles homonymes, voir Mogielnica (homonymie).
Mogielnica est une gmina mixte urbaine-rurale (gmina miejsko-wiejska) du powiat de Grójec dans la Voïvodie de Mazovie, dans le centre-est de la Pologne.
Son siège administratif est la ville de Mogielnica, qui se situe environ 22 kilomètres au sud-ouest de Grójec et 62 kilomètres au sud de Varsovie.
La gmina couvre une superficie de 141,56 km2 pour une population de 9 127 habitants en 2006, avec une population de 2 461 habitants pour Mogielnica et une population rural de 6 666 habitants.

## Histoire
De 1975 à 1998, la gmina est attachée administrativement à la voïvodie de Radom. Depuis 1999, elle fait partie de la voïvodie de Mazovie.

## Géographie
Outre la ville de Mogielnica, la gmina inclut les villages de :
- Borowe
- Brzostowiec
- Cegielnia
- Dąbrowa
- Dalboszek
- Dębnowola
- Dobiecin
- Dylew
- Dziarnów
- Dziunin
- Główczyn
- Główczyn-Towarzystwo
- Górki-Izabelin
- Gracjanów
- Jastrzębia
- Jastrzębia Stara
- Kaplin
- Kozietuły
- Kozietuły Nowe
- Ługowice
- Marysin
- Michałowice
- Miechowice
- Odcinki Dylewskie
- Otaląż
- Otalążka
- Pączew
- Pawłowice
- Popowice
- Ślepowola
- Stamirowice
- Stryków
- Świdno
- Tomczyce
- Ulaski Gostomskie
- Wężowiec
- Wodziczna
- Wólka Gostomska

### Gminy voisines
La gmina de Mogielnica est voisine des gminy suivantes :
- Belsk Duży
- Błędów
- Goszczyn
- Nowe Miasto nad Pilicą
- Promna
- Sadkowice
- Wyśmierzyce

## Structure du terrain
D'après les données de 2002, la superficie de la commune de Grójec est de 141,56 km², répartis comme tel :
- terres agricoles : 81%
- forêts : 12%

La commune représente 10,24% de la superficie du powiat.

## Démographie
Données du 30 juin 2004 :
| description        | Total  | Total | Femmes | Femmes | Hommes | Hommes |
| ------------------ | ------ | ----- | ------ | ------ | ------ | ------ |
| Unité              | Nombre | %     | Nombre | %      | Nombre | %      |
| population         | 9 216  | 100   | 4 657  | 50,5   | 4 559  | 49,5   |
| Densité (hab./km²) | 65,1   | 65,1  | 32,9   | 32,9   | 32,2   | 32,2   |

### Source
- Chiffres de population officiels polonais 2006